# کرک، پاکستان
کرک (به انگلیسی: Karak) یک شهر در پاکستان است که در ناحیه کرک واقع شده‌است. کرک ۳٬۳۷۲ کیلومتر مربع مساحت و ۴۳۰٬۷۹۶ نفر جمعیت دارد.